# Por Água Abaixo
Por Água Abaixo (no original em inglês, Flushed Away) é um filme de animação britânico-americano de 2006, dirigido por David Bowers e Sam Fell, sendo produzido por Cecil Kramer, David Sproxton e Peter Lord e escrito por Dick Clement, Ian La Frenais, Chris Lloyd, Joe Keenan e William Davies.
É o terceiro e último filme a ser co-produzido pela Aardman Animations e pela DreamWorks Animation depois de A Fuga das Galinhas (2000) e Wallace & Gromit: The Curse of the Were-Rabbit (2005) além de ser o primeiro filme de animação computadorizada da Aardman, que até então havia produzido somente filmes em stop-motion.[carece de fontes?] Na dublagem original, o filme conta com as vozes de Hugh Jackman, Kate Winslet, Andy Serkis, Bill Nighy, Ian McKellen, Shane Richie e Jean Reno.
O filme foi lançado nos Estados Unidos em 3 de novembro de 2006 e no Reino Unido em 1 de dezembro de 2006. Sua estreia em Portugal se deu no dia 30 de novembro de 2006 e no Brasil em 15 de dezembro de 2006. Apesar de receber críticas positivas, Flushed Away teve um desempenho abaixo do esperado nas bilheterias, levando a DreamWorks a encerrar sua parceria com a Aardman.

## Enredo
Roddy St. James é um rato de estimação pertencente a uma família de classe alta que reside em um apartamento elegante de Kensington, Londres. Enquanto seus donos saem de férias, um rato de esgoto mal-educado e hostil chamado Sid adentra o apartamento pela pia da cozinha e decide ficar por ali ao ver na televisão que a Inglaterra irá disputar contra a Alemanha a final da Copa do Mundo. Roddy planeja um esquema para se livrar de Sid, tentando atraí-lo para a privada do banheiro e lhe dar descarga, mas Sid percebe o plano e joga Roddy para dentro do vaso e dá a descarga, levando-o por água abaixo.
Chegando nas profundezas do esgoto, Roddy descobre uma cidade parecida com Londres, Ratropolis, feita de pedaços de lixo e habitada por outros ratos; lá, ele conhece a rata Rita Malone, uma catadora de lixo bastante esperta e empreendedora, a qual trabalha pelos esgotos usando seu barco, o fiel Jammy Dodger. Rita inicialmente se irrita com Roddy depois que ele a dedura para o maior inimigo dela: o vilão The Toad "Sapão", um colecionador de coisas caras, que roubou o rubi da família de Rita e está planejando dominar Ratropolis, com a ajuda de seus capangas atrapalhados, os ratos Spike e Whitey "Alvino".
Ao capturar Rita e Roddy, Sapão decide os congelar com nitrogênio líquido dentro de uma máquina de gelo, porém a dupla consegue fugir e Rita rouba de Sapão um cabo-mestre elétrico exclusivo que é necessário para controlar as comportas de esgoto de Ratropolis, a qual ela passa usar como cinto pra sua calça. Roddy descobre que o famigerado rubi é falso e o quebra na frente de Rita para provar isso, enfurecendo-a. Roddy oferece a ela um rubi verdadeiro se ela o levar de volta a Kensington e ela concorda em ajudá-lo; antes de levar Roddy de volta para casa, Rita o leva para sua casa onde mora sua grande família. Durante a estadia de Roddy por lá, ele ouve uma conversa escondido entre ela e seu irmão que faz com que Roddy pense que Rita está planejando entregá-lo para o Sapão; Roddy então rouba o Jammy Dodger, mas Rita consegue alcança-lo navegando em um patinho de borracha e lhe explica o mau-entendido, refazendo as pazes com ele.
O par foge de uma posterior perseguição de Spike e Alvino, que se enfurece com os repetidos fracassos de seus outros cúmplices; Sapão manda chamar seu primo francês Le Frog "Rã" para ajudá-lo. Posteriormente é revelado que Sapão era o animal de estimação do Príncipe Charles, mas foi substituído por um rato de estimação e foi jogado num vaso sanitário que resultou em seu ódio pelos roedores. Le Rã e seus subordinados interceptam Roddy e Rita e chegam a pegar o cabo-mestre de volta, afundando o Jammy Dodger em uma correnteza pelo esgoto, mas a dupla usa uma sacola plástica para fugir e conseguem novamente pegar o cabo; eles escapam por um encanamento que termina na superfície e passam a avistar Londres de cima, indo parar na casa de Roddy em Kensington.
Roddy paga à Rita o rubi prometido e uma esmeralda para ajudar na construção de um novo barco para ela e depois mostra-lhe a casa. Ela no começo acredita que ele tem uma família na casa, mas avista sua gaiola e percebe que ele é, na verdade, um animal de estimação. Rita tenta persuadir Roddy a acompanhá-la de volta para o esgoto, mas ele se mostra orgulhoso demais para admitir que está sozinho; ela então parte sem ele, mas logo é capturada novamente pelo Sapão, que recupera o cabo-mestre. Com Sid ainda na casa e assistindo ao jogo da final da Copa, Roddy finalmente deduz o verdadeiro plano de Sapão: abrir os portões das comportas de esgoto durante o intervalo do jogo, quando todos os humanos da cidade provavelmente estarão usando seus banheiros, para inundar e destruir Ratrópolis; com este plano, Sapão irá repovoar o local com girinos, substituindo a população da cidade de ratos para sapos. Roddy permite que Sid o substitua na casa como animal de estimação e o manda levá-lo de volta ao esgoto através da privada de novo. Ao chegar lá, ele liberta Rita e, juntos, derrotam Sapão e seus capangas, congelando a enorme onda de esgoto utilizando todo o estoque de nitrogênio líquido do vilão. Com Ratrópolis salva, Rita e Roddy constroem o Jammy Dodger 2 e partem nele rumo a Paris, dando a entender implicitamente de que eles agora são um casal.
Em uma cena no meio dos créditos finais, a ex-proprietária de Roddy, Tabatha, volta para casa com um novo animal de estimação, um gato, causando espanto em Sid.

## Elenco
- Hugh Jackman como Roderick "Roddy" St. James, um rato de estimação mimado e solitário que mora num apartamento de Kensington com uma rica família inglesa. Ele é jogado no vaso sanitário por Sid, indo parar no esgoto.
- Kate Winslet como Rita Malone, uma rata catadora de lixo e a filha mais velha de uma enorme família de ratos. Ela é capitã do seu barco Jammy Dodger.
- Ian McKellen como The Toad (ou Sapão na dublagem brasileira), um anfíbio arrogante que quer que toda a população de ratos seja morta para que ele possa procriar suas centenas de filhotes.
- Jean Reno como Le Frog (ou Le Rã na dublagem brasileira), primo francês de Sapão. Ele domina as artes marciais e é o líder de uma equipe de sapos.
- Andy Serkis como Spike, um dos capangas de Sapão, juntamente com Whitey. Ele é o mais arrogante e maléfico dos dois, embora seja o menor da dupla.
- Bill Nighy como Whitey (ou Albino na dublagem brasileira), outro dos dois melhores ratos capangas do Sapão. Whitey é um rato albino e parceiro de Spike, sendo maior que ele, inclusive. Porém, ao contrário de Spike, Whitey é simpático e menos cruel, mas também mostra-se ignorante e ingênuo em alguns momentos.
- Shane Richie como Sid, um rato obeso e folgado que emerge da pia da casa de Roddy e o joga na privada. Ele é um conhecido de Rita e sua família.
- Kathy Burke e David Suchet como Sr. e Sra. Malone, os pais de Rita
- Miriam Margolyes como a avó de Rita, que tem uma queda por Roddy por confundi-lo com o cantor Tom Jones.
- Rachel Rawlinson como Tabitha, a dona humana de Roddy.

## Produção
A ideia de um filme sobre ratos que se apaixonam em um esgoto foi proposta pelo animador Sam Fell enquanto a Aardman Animation estava produzindo A Fuga das Galinhas em 2000. Na época, o estúdio britânico encorajou todos na empresa a encontrar ideias para a realização da produção, que seria realizada em parceria com a norte-americana DreamWorks Animation. Sam Fell, juntamente com o executivo Mike Cooper e o produtor Peter Lord, em seguida, desenvolveu o conceito de uma história antes de apresentá-la para a DreamWorks. Lord descreveu o roteiro como se fosse uma versão do filme The African Queen com os papéis de gênero invertidos. Os desenhistas de histórias em quadrinhos, Dick Clement e Ian La Frenais, foram contratados para escrever o roteiro do filme, que ficou sob o título provisório de "Ratropolis".
Até aquele momento, a Aardman usava stop-motion para realizar suas animações, mas como Flushed Away contaria com muitas cenas envolvendo água seria muito mais trabalhoso realizar o filme com a tradicional técnica e usar água de verdade iria danificar os modelos de plasticina; também seria inviável financeiramente compor CGI em imagens que incluíssem água ainda utilizando a técnica em stop-motion. Os produtores decidiram, então, que Flushed Away iria ser produzido totalmente em animação computadorizada; ainda sim, várias técnicas foram utilizadas para dar uma impressão de animação em stop-motion para o filme, como o uso de bocas de reposição para sincronia labial, em vez da interpolação geralmente vista em animações por computador. Este seria o terceiro e último de três filmes produzidos pela parceira Aardman/DreamWorks; o insucesso comercial que Flushed Away teve fez com que a parceria fosse encerrada, acarretando no fato das duas produtoras não realizarem mais nenhum trabalho juntas desde então.

## Marketing

### Trilha sonora
No dia 31 de outubro de 2006, a trilha sonora de Flushed Away foi lançada pela Astralwerks.
| N.º            | Título                                   | Música                             | Duração |  |
| 1.             | "Be Seeing You My Friend"                |                                    | 3:49    |  |
| 2.             | "Dancing with Myself"                    | Billy Idol                         | 4:49    |  |
| 3.             | "Are You Gonna Be My Girl"               | Jet                                | 3:34    |  |
| 4.             | "She's a Lady"                           | Tom Jones                          | 2:54    |  |
| 5.             | "Ice Cold Rita"                          | Hugh Jackman & The Slugs           | 0:44    |  |
| 6.             | "Bohemian Like You"                      | The Dandy Warhols                  | 3:32    |  |
| 7.             | "Marcel / That's Not Rice You're Eating" | Harry Gregson-Williams & The Slugs | 0:55    |  |
| 8.             | "What's New Pussycat?"                   | Tom Jones                          | 2:17    |  |
| 9.             | "Yakety Sax"                             | Boots Randolph                     | 2:01    |  |
| 10.            | "Mr. Lonely"                             | The Slugs                          | 0:27    |  |
| 11.            | "Don't Worry, Be Happy"                  | Bobby McFerrin                     | 4:22    |  |
| 12.            | "Proud Mary"                             | Tina Turner                        | 5:25    |  |
| 13.            | "Wonderful Night"                        | Fatboy Slim                        | 2:37    |  |
| 14.            | "Life in the Sewer"                      | Harry Gregson-Williams             | 4:40    |  |
| 15.            | "Beware...Beware"                        | The Slugs                          | 0:35    |  |
| Duração total: | Duração total:                           | Duração total:                     | 36:16   |  |

### Videogame
Coincidindo com o lançamento do filme, foi lançada uma adaptação em videogame para PlayStation 2, Nintendo GameCube, Game Boy Advance e Nintendo DS. Apesar de ter sido recebido com críticas negativas, o jogo recebeu o Annie Award na categoria de melhor videogame de animação.

### Lançamento em Home Video
Flushed Away foi lançado em DVD nos Estados Unidos em 20 de fevereiro de 2007 e os bônus incluídos foram bastidores, comentários dos produtores, jogos interativos e músicas inéditas das lesmas. No Reino Unido foi lançado em 2 de abril de 2007.

## Recepção

### Bilheteria
Flushed Away arrecadou US$ 64.665.672 nos Estados Unidos, ficando abaixo da média nacional de outros filmes em CGI da DreamWorks Animation, e mais US$ 111.814.663 no mercado internacional, ficando com um total mundial de US$ 178.120.010 (contra um orçamento de US$ 145 milhões). Nos Estados Unidos o filme estreou em terceiro lugar em seu primeiro final de semana, com US$ 18.814.323, atrás de Borat! e The Santa Clause 3: The Escape Clause. Apesar de ter cobrido os custos de produção, a receita do filme ficou abaixo do esperado e isso resultou no encerramento da parceria da Aardman com a DreamWorks em produções animadas.
No Brasil, Por Água Abaixo conseguiu atrair 1.471.246 pessoas nos cinemas.

### Crítica
Flushed Away tem uma classificação de 74% de aprovação no agregador Rotten Tomatoes com uma classificação média de 6.7/10 com base em 131 comentários. O consenso crítico do site diz: "Inteligente e atraente tanto para crianças quanto para adultos, Flushed Away marca uma entrada bem-sucedida nos recursos de animação digital da Aardman Animations." O Metacritic atribui uma pontuação 75/100, indicando "críticas geralmente favoráveis".
O crítico Owen Gleiberman, da revista Entertainment Weekly, deu ao filme uma nota B+, dizendo que "Flushed Away não tem a mesma atração de aventura de Wallace e Gromit, mas atinge seu próprio ponto de prazer demente." James Berardinelli da ReelViews deu ao filme três de quatro estrelas, dizendo: "É melhor do que 90% das animações dos últimos anos. É refrescante não ter que qualificar o apelo do filme acrescentando palavras para as crianças". Jan Stuart do Newsday deu ao filme duas de quatro estrelas, dizendo: "Apesar dos esforços de cinco escritores e a tentativa de fazer os personagens dessa animação em CGI parecerem bonecos de argila, que são a marca registrada da Aardman, com suas sobrancelhas maleáveis e bochechas salientes como as de um sofredor de caxumba, nenhum desses personagens é particularmente cativante". Ann Hornaday do The Washington Post deu ao filme uma crítica positiva, dizendo "Flushed Away, o primeiro desenho animado gerado por computador da Aardman, acaba com a argila, mas deixa o artesanato e a emoção intactos, resultando em um filme que ganha seu lugar entre os clássicos da Aardman." Peter Hartlaub do San Francisco Chronicle deu ao filme três de quatro estrelas, dizendo: "a atenção curta dos diretores David Bowers e Sam Fell é perdoável principalmente porque o filme é cheio de personagens divertidos".
Richard Corliss da revista Time fez uma crítica negativa ao filme, dizendo que a animação é "deficiente na comicidade, que é uma marca registrada das animações da Aardman (ou talvez de Nick Park), dando um desânimo exagerado ao filme"; ele também diz: "Não quero dizer que os ingleses estavam corrompidos, mas acho que eles permitiram que seus instintos mais fortes e peculiares fossem deixados de serem praticados nessa produção". O crítico James Verniere do site do jornal diário Boston Herald disse: "Sem duvida, o pior filme do ano, filmes bons nunca foram o forte da Aardman, e se você achou que as lesmas cantadoras eram para serem engraçadas, pense de novo". Ted Fry do The Seattle Times deu ao filme três estrelas e meia de quatro, dizendo: "Fãs de Wallace e Gromit podem ficar intrigados com uma desconexão visual em Flushed Away. Eles certamente ficarão encantados com o incansável caprichos irrisórios e velozes de uma história que nunca desacelera para pensar aonde tudo vai parar." Kyle Smith do New York Post deu ao filme três de quatro estrelas, dizendo: "Como essa coisa foi feita em Hollywood é um mistério, mas eu ri na maioria das vezes, especialmente dos estereótipos médios sobre os franceses e também com as piadas futebolísticas sobre o time de futebol da Inglaterra".
O crítico brasileiro Marcelo Forlani do site Omelete disse: "Infelizmente o público estadunidense, responsável por grande parte das bilheterias mundiais, não viu muita graça na história sobre o futebol, pois gostam mais de outros esportes"; disse também que os dois estúdios erraram ao encerrarem sua parceria.